# Merlinquelle
Koordinaten: 47° 10′ 12,3″ N, 7° 15′ 8,6″ O; CH1903: 585880 / 224365
Die Merlinquelle oder Schwarzbrunnenquelle ist eine Karstquelle im Berner Jura im Schweizer Kanton Bern. In der ergiebigen Quelle tritt das Felsgrundwasser aus dem östlichen Abschnitt der Chasseral-Antiklinale an die Oberfläche und ergiesst sich unmittelbar neben der Austrittstelle in die Schüss, ein Gewässer im Flusssystem des Rheins. Von 1879 bis 2005 nutzten die Stadtwerke von Biel den Quellaufstoss für die Versorgung der Agglomeration Biel mit Trinkwasser.

## Lage
Die Merlinquelle liegt auf 524 m ü. M. in der engen Schlucht von Les Echerts-Chaufat bei Frinvillier, einer Ortschaft im Verwaltungskreis Berner Jura. Der Gebirgsabschnitt gehört zum Landschaftsschutzgebiet Parc régional Chasseral. In der Quelle, die sich am rechten Ufer der Schüss zwischen hoch aufragenden Felsrippen am Südschenkel der Klus von Rondchâtel befindet, treffen sich die Grenzen der Gemeinden Péry-La Heutte, Sauge und Orvin. Man hat also offenbar den natürlichen Brunnen in historischer Zeit als auffälligen Merkpunkt in der Landschaft betrachtet.

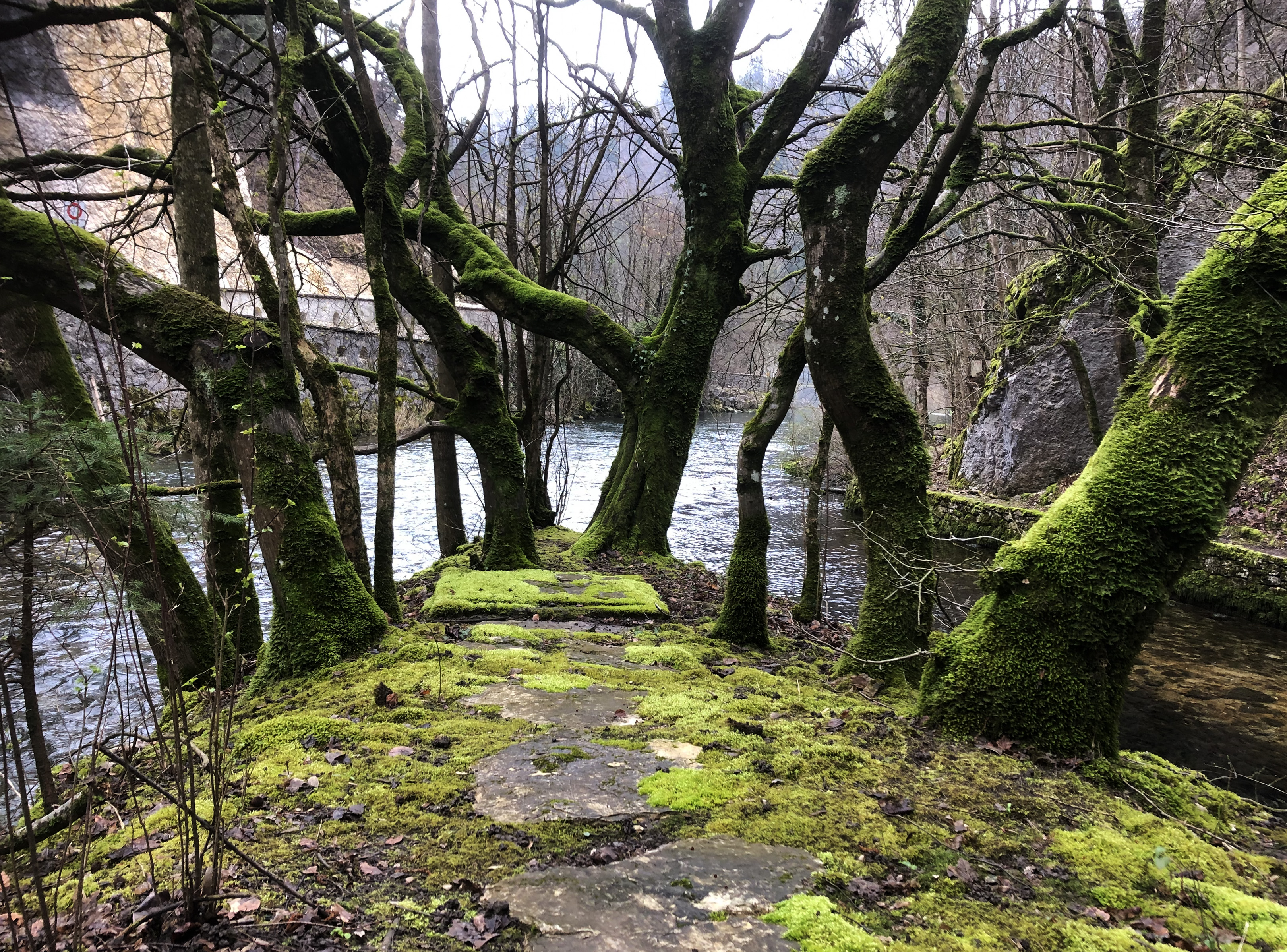
Im Wald bei der Merlinquelle

Während der Entstehung des Faltenjuras und der besonders mächtigen Aufwölbungen der Chasseral- und Montozfalten schnitten sich die Fliessgewässer immer tiefer in die entstehenden Berge ein und schufen Bergsättel wie den Pierre-Pertuis-Pass, enge klammartige Durchlässe wie die Taubenlochschlucht südlich von Frinvillier und grosse Quertäler wie die zwei Kilometer lange Rondchâtel-Klus zwischen Reuchenette und Frinvillier, durch welche die Schüss über Kaskaden 60 Meter tief hinunterfliesst. Harte, gegen Erosion widerstandsfähige Schichten von Malmkalk bilden bei Frinvillier eine schmale Lücke, die vor dem Bau der Kunststrasse im 19. Jahrhundert nur gerade so breit war wie das Flussbett. Die Topographie in der Schlucht von Frinvillier zwang die Erbauer der verschiedenen Verkehrsträger seit der Römerzeit zur Errichtung zahlreicher Kunstbauten. Der 480 Meter lange Taubenlochtunnel 6 der Autostrasse A 6 durchschlägt die Felsrippe über der Merlinquelle. Von der alten Talstrasse am östlichen Flussufer führt eine Betonbrücke zum Gebäude mit der Quellfassung.
Unterhalb von Rondchâtel nutzen mehrere kleine Wasserkraftwerke das starke Sohlgefälle der Schüss aus, von der nahe bei der Merlinquelle an einem Stauwehr der Kraftwerkskanal Canal de Concession abgeleitet wird. Der flache Talboden der Synklinale von Frinvillier zwischen der Echerts-Chaufat-Schlucht und dem Eintritt der Schüss in die Taubenlochschlucht liegt auf Sandsteinsedimenten, Seeablagerungen und Moränenschutt des eiszeitlichen Rhonegletschers; 250 Meter nach der Merlinquelle mündet die Orvine in die Schüss.

## Einzugsgebiet

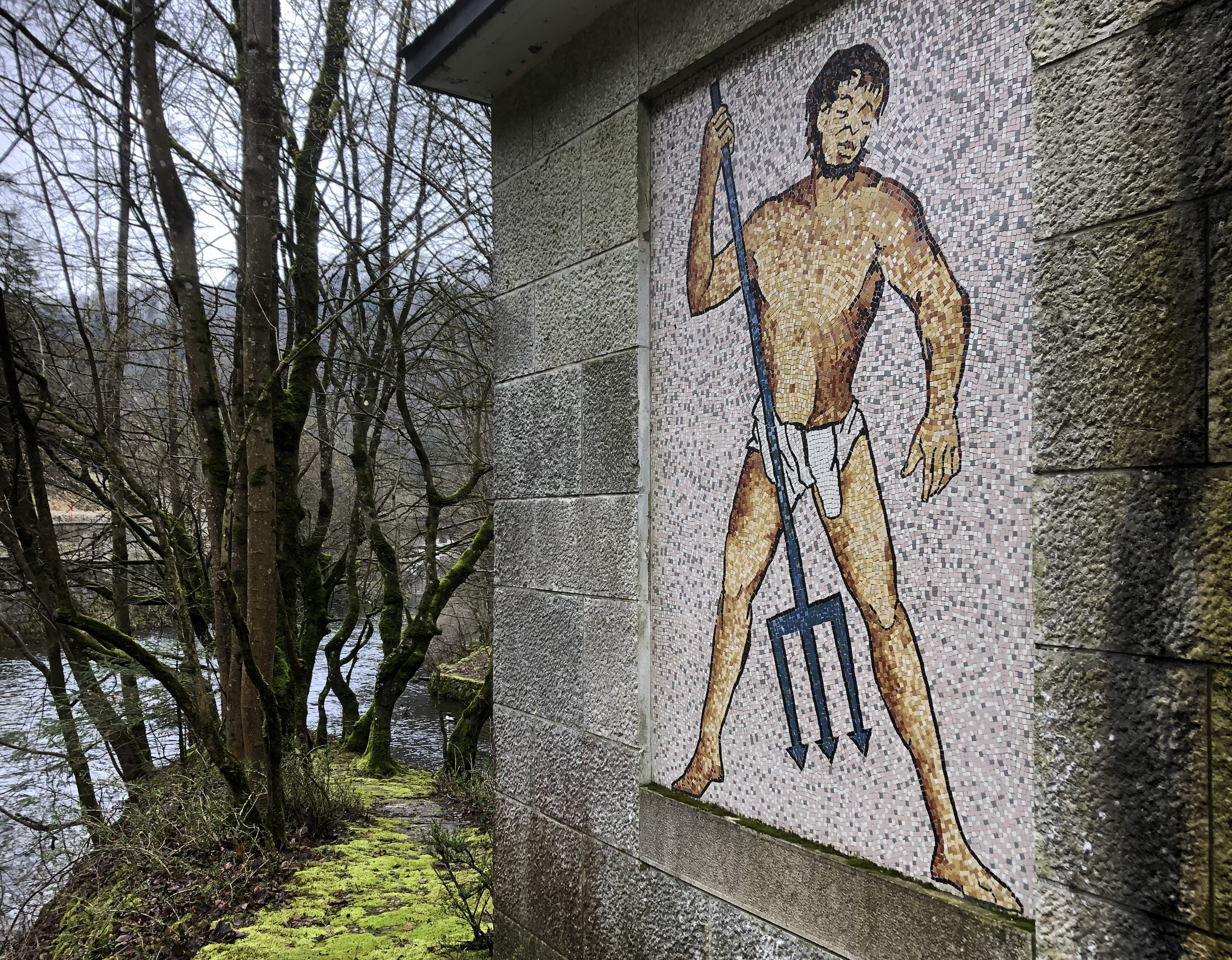
Mosaik an der Wasserfassung

Die Quelle entstand an der tiefsten, durch die Wirkung der Erosion in der Klus geöffneten Stelle in der Chasseral-Grenchenberg-Kette. Das stark verkarstete Berggebiet entwässert weitgehend unterirdisch. Der Karstgrundwasserleiter liegt zwischen wasserstauenden Felsschichten, die in der Klus durchschnitten sind; in der Nähe von Rondchâtel befinden sich noch andere, kleinere Karstquellen.
Mit Färbversuchen wurde das an der Oberfläche etwa 30 Quadratkilometer grosse Einzugsgebiet der Merlinquelle ermittelt, das im Westen die Landschaft der Prés d’Orvin bis zum Spitzberg und im Osten das Gebiet von Vauffelin umfasst.
Aus dem niederschlagsreichen Einzugsgebiet fliesst der Merlinquelle ständig Felsgrundwasser zu. Ihre Schüttung schwankt von 50 l/s in Trockenperioden bis zu 5'000 l/s nach heftigen Gewittern oder bei starker Schneeschmelze auf den Bergen. Die genaue Lage der durchströmten Klüfte und Höhlen im Bergesinneren ist mit Ausnahme des letzten von Höhlentauchern untersuchten Abschnitts beim Quelltopf nicht bekannt.

## Trinkwasserfassung
Um 1870 suchte die Stadt Biel, die vorher ihren Wasserbedarf seit Jahrhunderten aus der Römerquelle am Jurasüdfuss decken konnte, wegen des starken Siedlungswachstums nach neuen Wasservorkommen. Sie kaufte von der Gemeinde Plagne das Wasserrecht an der Merlinquelle und baute am Rand der natürlichen Austrittsstelle im Fels eine Wasserfassung ein, die 1879 in Betrieb genommen wurde. Durch eine etwa 2,5 Kilometer lange Leitung floss das Quellwasser rechts von der Schüss in das Reservoir Mahlenwald bei Falbringen auf 515 m ü. M. oberhalb der Bieler Altstadt.
Von der Schüttung der Merlinquelle konnte das Wasserwerk der Stadt Biel während Jahrzehnten durchschnittlich 150 l/s beziehen, überschüssiges Wasser floss weiterhin in die Schüss. Im Jahr 1918 strömten dem Reservoir Mahlenwald total 4'860'705 Kubikmeter aus der Quelle zu; die Römerquelle diente nun nur noch zur Speisung der öffentlichen und privaten Laufbrunnen in der Stadt. In günstigen Jahren wie etwa 1951 leitete der Quellenkanal stets die maximal mögliche Wassermenge von 230 l/s nach Biel. Die Stadt bezog in diesem Jahr aus der Klus 7'160'200 Kubikmeter Trinkwasser. Am 18. August 1960 beschloss der Stadtrat von Biel den Bau eines neuen Brunnenhauses zum Schutz der Merlinquelle. Eine Brücke über die Schüss verbindet die Talstrasse am linken Flussufer mit dem Zugangsweg zum Gebäude. Dessen Ostseite ist von einem Dreizack-Mosaik geschmückt, das als Anspielung auf Neptun, den antiken Gott des Wassers, oder auf die mittelalterliche Sagengestalt des «Fischerkönigs» Anfortas und dessen Dreizack aus der Artus- und Merlinsage gelesen werden kann.

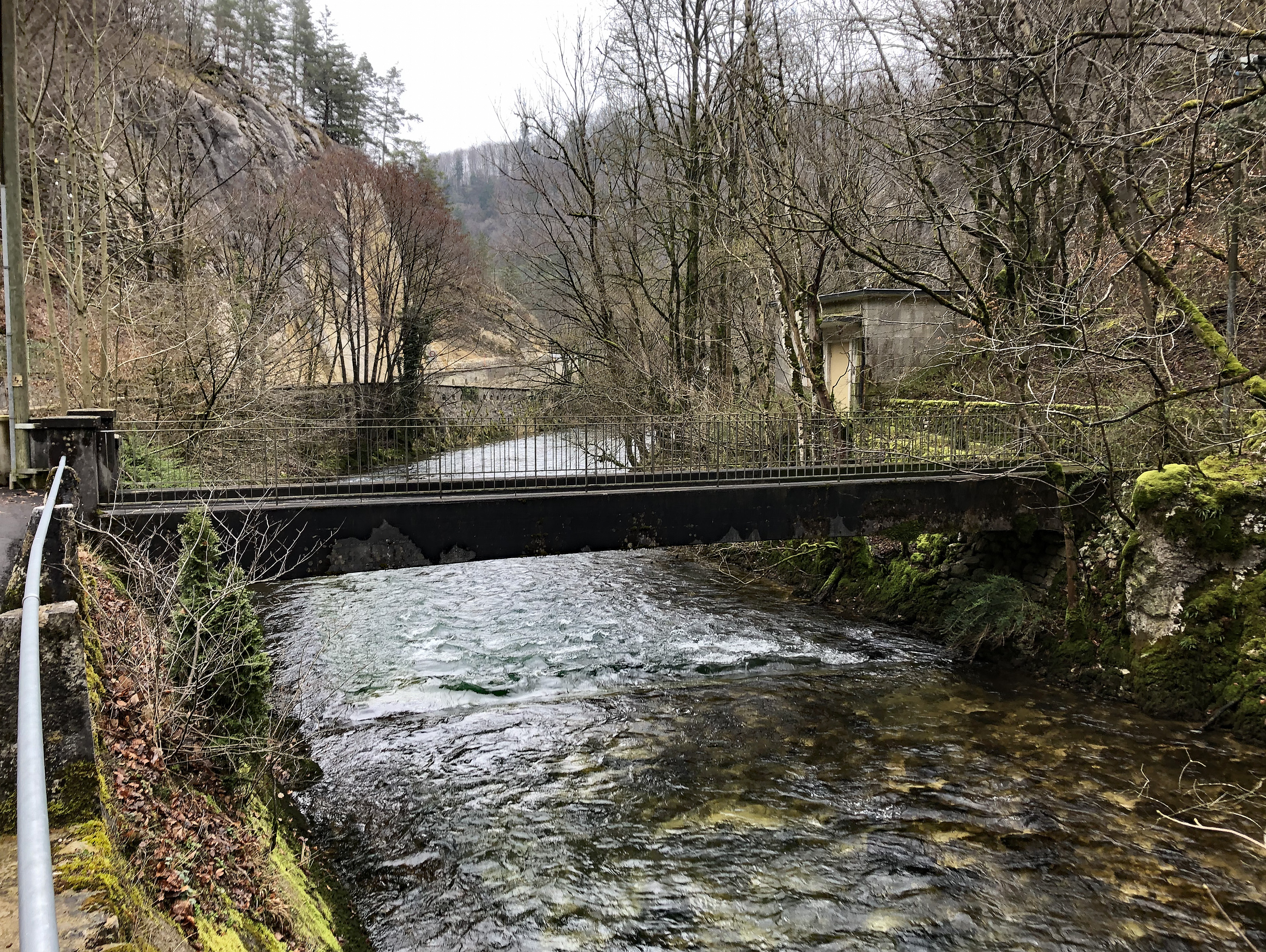
Merlinquelle-Brücke über die Schüss

Seit der Inbetriebnahme der Grundwasserwerke bei Worben und Gimmiz in der Nähe von Aarberg durch die Wasserverbund Seeland AG 1953 war die Stadt Biel nicht mehr allein auf Quellwasser angewiesen, und 1975 kam ein leistungsfähiges Seewasserwerk am Bielersee als Hauptlieferant für die regionale Wasserversorgung dazu. Damit konnte der Wasserbezug aus der Merlinquelle in ungünstigen Perioden eingeschränkt werden, wenn bei einer stark ansteigenden Schüttung Verunreinigungen durch Schwebestoffe von den Bergen auftraten. Bei den Färbversuchen stellte es sich heraus, dass das Grundwasser manchmal in einer Zeit von nur 17 Stunden das verkarstete Gebirge bis zur Quelle durchquerte. Weil offenbar feine Sedimentschichten in den Klüften fehlen, werden die Fremdkörper im versickerten Wasser nicht herausgefiltert. Mikrobiologische Untersuchungen zeigten, dass Schadstoffe wie z. B. Bakterien und Viren von den Sömmerungsweiden und den Ferienhäusern auf dem Berg Les Prés d’Orvin direkt in die Quellfassung gelangten; sie wurden im Reservoir Mahlenwald durch eine Behandlung des Wassers mit Chlordioxid unschädlich gemacht.
1976 betrug der Anteil der Merlinquelle am Wasserverbrauch der Stadt Biel mit täglich 10'000 Kubikmeter noch 22 Prozent. In diesem Jahr musste die Transportleitung wegen Ausbruchsarbeiten für den Taubenlochtunnel 6 zeitweise geschlossen werden.
In einigen Jahren wie etwa 1986 war der Bezug aus der Merlinquelle wegen schlechter Wasserqualität über längere Perioden nicht möglich. Weil es nicht gelang, die Ursachen für die Beeinträchtigung des Felsgrundwassers zu beseitigen, beschlossen die Stadtwerke von Biel 2005, die Quellfassung in der Frinvillier-Schlucht stillzulegen.